# Granville Wheler
Granville Wheler  (* 1701; † 22. Mai 1770) war ein anglikanischer Pfarrer.
Sein Vater, Sir George Wheler (1651–1724), war verwandt mit den Wheler Baronets.
Granville Wheler wurde Rektor in Leak und Pfründner von Southwell, Nottingham.
Am 7. Juni 1728 wurde er Mitglied der Royal Society.

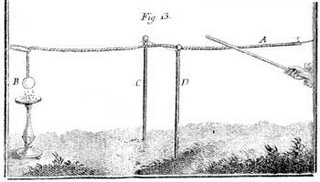
Lines of Communication

Im Landhaus im Dorf Otterden, Kent Downs unternahm er zusammen mit seinem Freund Stephen Gray elektrostatische Experimente. Sie experimentierten mit immer länger werdenden Hanfschnüren, an deren Ende eine Elfenbeinkugel hing und Gänsefederchen anzog. Die nannten sie Lines of Communication.
Zum Beweis, dass auch menschliche Körper Elektrizität leiten, ersetzen sie am 8. April 1730 die Hanfschnüre durch einen Schuljungen, den sie horizontal an Roßhaarschlingen aufhängten. Unter dessen ausgestreckten Arm wurde ein Visitenkartenständer mit Stanniolblättchen gestellt. Als ihm eine aufgeladene Glasröhre an die Fußsohlen gehalten wurde, flogen ihm die Stanniolblättchen in die Hand.
Über mehrere Jahre teilten sie die Stoffe in elektrische Leiter und Nichtleiter ein.